# Temporada 1962 del Campeonato del Mundo de Motociclismo
La temporada de 1962 del Campeonato del Mundo de Motociclismo fue la 14.º edición del Campeonato Mundial de Motociclismo.

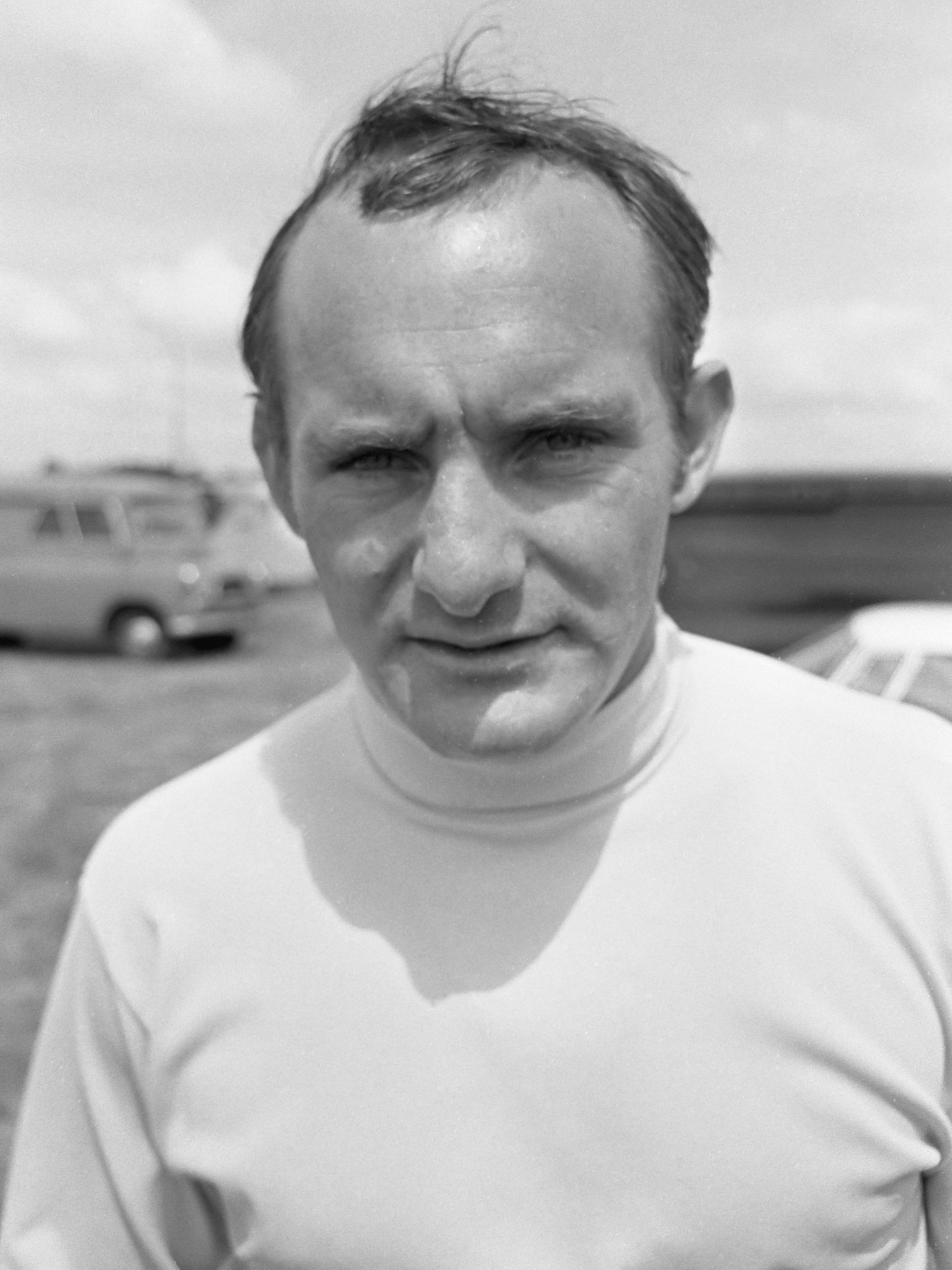
Mike Hailwood (pictured in 1967) won his first 500cc World Championship title in 1962.

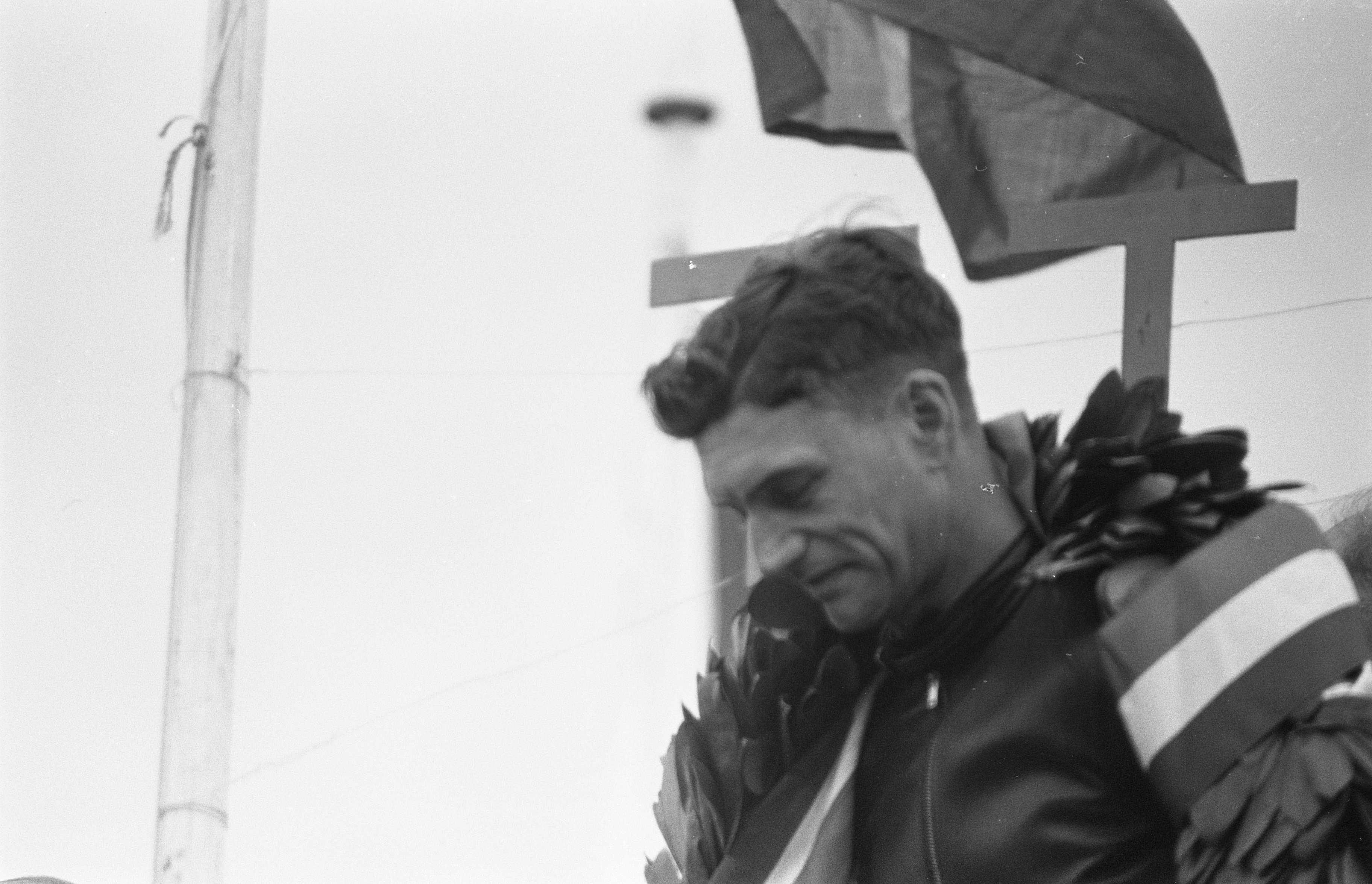
Jim Redman, the 1962 250cc and 350cc World Champion.

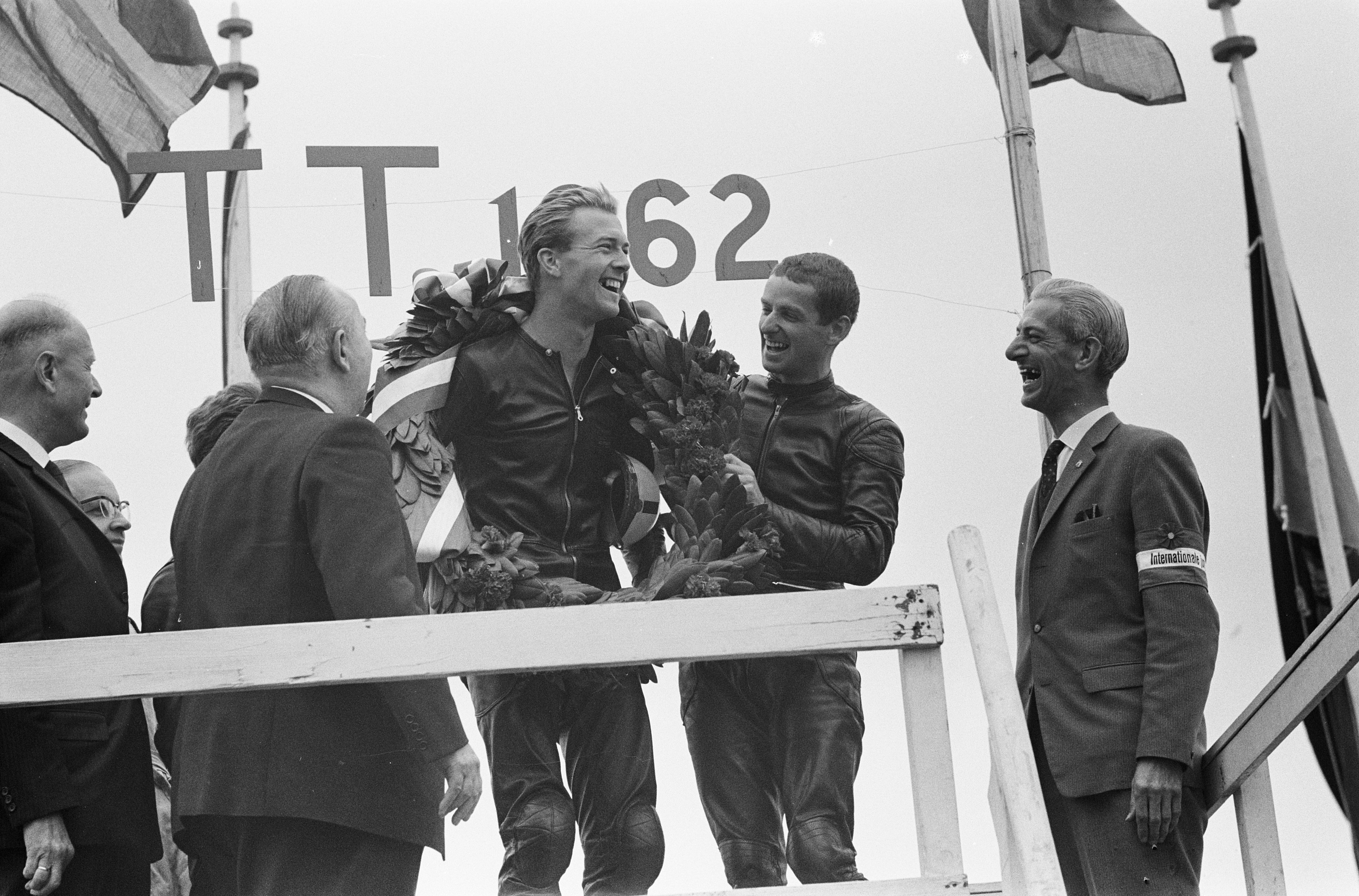
Ernst Degner (left), the inaugural 50cc World Champion.

La temporada consistió en once pruebas en seis cilindradas: 500cc, 350cc, 250cc, 125cc, 50cc y Sidecars 500cc. Comenzó el 6 de mayo en el Gran Premio de España y finalizó en el Gran Premio de Argentina el 14 de octubre. El defensor del título de 350 y 500cc Gary Hocking estuvo profundamente afectado por la muerte de su amigo, Tom Phillis en el TT Isla de Man y anunció su retirada del motociclismo después de disputar esta prueba. El compañero de Hocking en MV Agusta, Mike Hailwood, sería el ganador y conseguiría su primer título mundial.

## Calendario y resultados
| Ronda | Fecha            | Gran Premio                      | Circuito             | Ganador 50cc         | Ganador 125cc       | Ganador 250cc  | Ganador 350cc | Ganador 500cc        |          |
| ----- | ---------------- | -------------------------------- | -------------------- | -------------------- | ------------------- | -------------- | ------------- | -------------------- | -------- |
| 1     | 6 de mayo        | Gran Premio de España            | Circuito de Montjuïc | Hans-Georg Anscheidt | Kunimitsu Takahashi | Jim Redman     |               |                      | Artículo |
| 2     | 13 de mayo       | Gran Premio de Francia           | Circuito de Charade  | Jan Huberts          | Kunimitsu Takahashi | Jim Redman     |               |                      | Artículo |
| 3     | 6 de junio       | TT Isla de Man                   | Snaefell Mountain    | Mitsuo Itoh          | Hugh Anderson       | Jim Redman     | Jim Redman    | Mike Hailwood        | Artículo |
| 4     | 30 de junio      | Gran Premio de los Países Bajos  | TT Circuit Assen     | Ernst Degner         | Luigi Taveri        | Jim Redman     | Jim Redman    | Mike Hailwood        | Artículo |
| 5     | 8 de julio       | Gran Premio de Bélgica           | Spa-Francorchamps    | Ernst Degner         | Luigi Taveri        | Bob McIntyre   |               | Mike Hailwood        | Artículo |
| 6     | 15 de julio      | Gran Premio de Alemania          | Solitude             | Ernst Degner         | Luigi Taveri        | Jim Redman     |               |                      | Artículo |
| 7     | 10 de agosto     | Gran Premio del Úlster           | Dundrod Circuit      |                      | Luigi Taveri        | Tommy Robb     | Jim Redman    | Mike Hailwood        | Artículo |
| 8     | 19 de agosto     | Gran Premio de Alemania del Este | Sachsenring          | Jan Huberts          | Luigi Taveri        | Jim Redman     | Jim Redman    | Mike Hailwood        | Artículo |
| 9     | 9 de septiembre  | Gran Premio de las Naciones      | Monza                | Hans-Georg Anscheidt | Teisuke Tanaka      | Jim Redman     | Jim Redman    | Mike Hailwood        | Artículo |
| 10    | 23 de septiembre | Gran Premio de Finlandia         | Circuito de Tampere  | Luigi Taveri         | Jim Redman          |                | Tommy Robb    | Alan Shepherd        | Artículo |
| 11    | 14 de octubre    | Gran Premio de Argentina         | Buenos Aires         | Hugh Anderson        | Hugh Anderson       | Arthur Wheeler |               | Benedicto Caldarella | Artículo |

## Resultados

### 500cc[4]
| Pos. | Piloto               | Moto               | MAN | HOL | BEL | ULS | RDA | NAC | FIN | ARG | Pts. |
| ---- | -------------------- | ------------------ | --- | --- | --- | --- | --- | --- | --- | --- | ---- |
| 1    | Mike Hailwood        | MV Agusta          | 12  | 1   | 1   | 1   | 1   | 1   |     |     | 40   |
| 2    | Alan Shepherd        | Matchless          | Ret | 4   | 2   | 2   | 2   | 9   | 1   |     | 29   |
| 3    | Phil Read            | Norton             | Ret | 3   |     | 3   |     | 4   |     |     | 11   |
| 4    | Bert Schneider       | Norton             | 4   | 5   | Ret | Ret | 3   | 6   |     | Ret | 10   |
| 5    | Benedicto Caldarella | Matchless          |     |     |     |     |     |     |     | 1   | 8    |
| =    | Gary Hocking         | MV Agusta          | 1   |     |     |     |     |     |     |     | 8    |
| 7    | František Šťastný    | Jawa               |     | 8   |     | Ret | 4   | Ret | 3   |     | 7    |
| 8    | Tony Godfrey         | Norton             | Ret | 6   | 3   | 5   |     |     |     |     | 7    |
| 9    | Paddy Driver         | Norton             |     | 10  | 4   | Ret | 5   | 5   |     |     | 7    |
| 10   | Sven-Olof Gunnarsson | Norton             | 17  |     |     |     |     |     | 2   |     | 6    |
| 11   | Derek Minter         | Norton             | Ret | 2   |     | Ret |     |     |     |     | 6    |
| 12   | Ellis Boyce          | Norton / Matchless | 2   |     |     | Ret |     |     |     |     | 6    |
| 13   | Juan Carlos Salatino | Norton             |     |     |     |     |     |     |     | 2   | 6    |
| =    | Remo Venturi         | MV Agusta          |     |     |     |     |     | 2   |     |     | 6    |
| 15   | Fred Stevens         | Norton             | 3   |     | 6   | Ret |     |     |     |     | 5    |
| 16   | Silvio Grassetti     | Bianchi            |     | Ret |     |     |     | 3   |     |     | 4    |
| 17   | Eduardo Salatino     | Norton             |     |     |     |     |     |     |     | 3   | 4    |
| 18   | Ron Langston         | Norton             | Ret | Ret | Ret | 4   |     |     |     |     | 3    |
| 19   | Pablo Gamberini      | Matchless          |     |     |     |     |     |     |     | 4   | 3    |
| =    | Anssi Resko          | Matchless          |     |     |     |     |     |     | 4   |     | 3    |
| 21   | Roy Ingram           | Norton             | 5   | 9   | Ret | 8   | 7   |     |     |     | 2    |
| 22   | Jack Findlay         | Norton             | Ret | 12  | 5   | Ret | Ret | Ret |     |     | 2    |
| 23   | Harald Karlsson      | Norton             |     |     |     |     |     |     | 5   |     | 2    |
| =    | Amleto Pomesano      | Norton             |     |     |     |     |     |     |     | 5   | 2    |
| 25   | Roland Föll          | Matchless          | 18  |     | Ret |     | 6   | 8   | 6   |     | 2    |
| 26   | Brian Setchell       | Norton             | 6   |     |     |     |     |     |     |     | 1    |
| =    | Manuel Soler         | Norton             |     |     |     |     |     |     |     | 6   | 1    |
| =    | Ray Spence           | Norton             |     |     |     | 6   |     |     |     |     | 1    |
| 29   | Jack Ahearn          | Norton             | Ret | 7   | 8   | 12  | Ret | 10  |     |     | 0    |
| 30   | Gyula Marsovszky     | Norton             | 23  |     | 9   |     |     | 7   |     |     | 0    |
| 31   | Rudolf Gläser        | Norton             |     |     | 11  |     |     |     | 7   |     | 0    |
| =    | Ernst Hiller         | Matchless          |     | 11  | 7   |     |     |     |     |     | 0    |
| =    | Tom Thorp            | Norton             | 7   |     |     | 11  |     |     |     |     | 0    |
| 33   | Peter Middleton      | Norton             | Ret |     |     | 7   |     |     |     |     | 0    |
| 34   | Mike Duff            | Matchless          | Ret | Ret | Ret | Ret | 8   |     | Ret |     | 0    |
| 35   | Chris Conn           | Norton             | 8   |     |     |     |     |     |     |     | 0    |
| =    | Tauno Nurmi          | Norton             |     |     |     |     |     |     | 8   |     | 0    |
| 37   | Syd Mizen            | Matchless          | Ret | 15  |     | 9   |     |     |     |     | 0    |
| 38   | William Van Leeuwen  | Norton             |     |     |     | Ret | 9   |     |     |     | 0    |
| 39   | Derek Powell         | Matchless          | 9   |     |     |     |     |     |     |     | 0    |
| =    | Antero Ventoniemi    | Norton             |     |     |     |     |     |     | 9   |     | 0    |
| 41   | Raymond Bogaerdt     | Norton             |     | 16  | 10  |     |     |     |     |     | 0    |
| 42   | Derek Woodman        | Matchless          | 10  |     |     | Ret |     |     |     |     | 0    |
| 43   | Ralph Bryans         | Norton             |     |     |     | 10  |     |     |     |     | 0    |
| =    | Vijlo Heino          | Norton             |     |     |     |     |     |     | 10  |     | 0    |
| =    | György Kurucz        | Norton             |     |     |     |     | 10  |     |     |     | 0    |
| 46   | Vernon Cottle        | Norton             |     | Ret |     |     | 11  |     |     |     | 0    |
| 47   | Billy McCosh         | Matchless          | 11  |     |     |     |     |     |     |     | 0    |
| =    | Raine Lampinen       | Norton             |     |     |     |     |     |     | 11  |     | 0    |
| =    | Vasco Loro           | Norton             |     |     |     |     |     | 11  |     |     | 0    |
| 50   | Renzo Rossi          | Gilera             |     |     |     |     |     | 12  |     |     | 0    |
| =    | Graham Smith         | Norton             |     |     |     |     | 12  |     |     |     | 0    |
| 52   | Alf Shaw             | Norton             | 28  |     |     | 13  |     |     |     |     | 0    |
| 53   | Bo Granath           | Norton             |     |     |     | Ret | 13  |     |     |     | 0    |
| =    | Walter Scheimann     | Norton             | Ret | 13  |     |     |     |     |     |     | 0    |
| 55   | Peter Evans          | Matchless          | 13  |     |     |     |     |     |     |     | 0    |
| =    | Benedetto Zambotti   | Norton             |     |     |     |     |     | 13  |     |     | 0    |
| 57   | Karl Recktenwald     | Norton             |     | 14  |     | 14  |     |     |     |     | 0    |
| 58   | George Purvis        | Matchless          | 14  |     |     | Ret |     |     |     |     | 0    |
| 59   | Giuseppe Dardanello  | Norton             |     |     |     |     |     | 14  |     |     | 0    |
| =    | Alfred Worel         | BSA                |     |     |     |     | 14  |     |     |     | 0    |
| 61   | Dennis Fry           | Norton             | 27  |     |     | 15  | Ret |     |     |     | 0    |
| 62   | Emanuele Maugliani   | Gilera             |     |     |     |     |     | 15  |     |     | 0    |
| =    | John Simmonds        | Matchless          | 15  |     |     |     |     |     |     |     | 0    |
| 64   | Brian Hornby         | Norton             | 16  |     |     |     |     |     |     |     | 0    |
| =    | Giuseppe Mantelli    | Gilera             |     |     |     |     |     | 16  |     |     | 0    |
| =    | Patrick Plunkett     | Matchless          |     |     |     | 16  |     |     |     |     | 0    |
| 67   | Ladislaus Richter    | Norton             |     | 17  |     |     | Ret |     |     |     | 0    |
| 68   | Tommy Holmes         | Matchless          |     |     |     | 17  |     |     |     |     | 0    |
| 69   | Jimmy Jones          | Norton             |     |     |     | 18  |     |     |     |     | 0    |
| 70   | Louis Carr           | Matchless          | 19  |     |     |     |     |     |     |     | 0    |
| 71   | Derek Lee            | Matchless          | 20  |     |     |     |     |     |     |     | 0    |
| 72   | Douglas Smith        | AJS                | 21  |     |     |     |     |     |     |     | 0    |
| 73   | George Bell          | Norton             | 22  |     |     |     |     |     |     |     | 0    |
| 74   | Chris Anderson       | BSA / Norton       | 24  |     |     | Ret |     |     |     |     | 0    |
| 75   | Jimmy Morton         | Matchless          | 25  |     |     | Ret |     |     |     |     | 0    |
| 76   | Ted Whiteside        | Matchless          | 26  |     |     |     |     |     |     |     | 0    |
| 77   | Frank Reynolds       | Norton             | 29  |     |     |     |     |     |     |     | 0    |
| -    | John Gabites         | Norton             | Ret |     |     | Ret | Ret |     |     |     | 0    |
| -    | Jacques Insermini    | Norton             |     |     | Ret | Ret | Ret | Ret |     |     | 0    |
| -    | Hugh Anderson        | Matchless          | Ret |     |     | Ret |     |     |     |     | 0    |
| -    | Bob Coulter          | AJS / Norton       |     |     |     | Ret | Ret |     |     |     | 0    |
| -    | Robin Fitton         | Norton             |     | Ret |     | Ret |     |     |     |     | 0    |
| -    | Harry Grant          | BSA                | Ret |     |     | Ret |     |     |     |     | 0    |
| -    | Alistair King        | Matchless          | Ret |     |     | Ret |     |     |     |     | 0    |
| -    | Stephen Murray       | Matchless          |     | Ret |     | Ret |     |     |     |     | 0    |
| -    | Dan Shorey           | Norton             | Ret |     |     | Ret |     |     |     |     | 0    |
| -    | Joop Vogelzang       | Norton             |     | Ret |     |     | Ret |     |     |     | 0    |
| -    | Arthur Wheeler       | Moto Guzzi         | Ret |     |     |     |     |     |     | Ret | 0    |
| -    | Billy Andersson      | AJS                | Ret |     |     |     |     |     |     |     | 0    |
| -    | Rudolf Bergsleithner | Norton             | Ret |     |     |     |     |     |     |     | 0    |
| -    | Ernesto Brambilla    | Bianchi            |     | Ret |     |     |     |     |     |     | 0    |
| -    | John Brown           | Norton             |     |     |     | Ret |     |     |     |     | 0    |
| -    | Jack Bullock         | Norton             | Ret |     |     |     |     |     |     |     | 0    |
| -    | Agne Carlsson        | Norton             |     |     |     |     |     |     | Ret |     | 0    |
| -    | Graham Chatterton    | Norton             | Ret |     |     |     |     |     |     |     | 0    |
| -    | Horacio Costas       | Matchless          |     |     |     |     |     |     |     | Ret | 0    |
| -    | Dick Creith          | Norton             |     |     |     | Ret |     |     |     |     | 0    |
| -    | James Cripps         | Norton             | Ret |     |     |     |     |     |     |     | 0    |
| -    | Terry Dennehy        | Norton             |     |     |     | Ret |     |     |     |     | 0    |
| -    | Alan Dugalde         | Matchless          | Ret |     |     |     |     |     |     |     | 0    |
| -    | Don Ellis            | Matchless          | Ret |     |     |     |     |     |     |     | 0    |
| -    | Jack Gow             | Triumph            | Ret |     |     |     |     |     |     |     | 0    |
| -    | Gustav Havel         | Jawa               |     |     |     | Ret |     |     |     |     | 0    |
| -    | Karl Hoppe           | Norton             |     | Ret |     |     |     |     |     |     | 0    |
| -    | Hannu Kuparinen      | Norton             |     |     |     |     |     |     | Ret |     | 0    |
| -    | Len Ireland          | Norton             |     |     |     | Ret |     |     |     |     | 0    |
| -    | Pentti Lehtelä       | Norton             |     |     |     |     |     |     | Ret |     | 0    |
| -    | Edy Lenz             | Norton             |     |     |     |     | Ret |     |     |     | 0    |
| -    | Colin Lyster         | Norton             |     |     |     | Ret |     |     |     |     | 0    |
| -    | Jorge Kissling       | Matchless          |     |     |     |     |     |     |     | Ret | 0    |
| -    | Mark McCausland      | Matchless          |     |     |     | Ret |     |     |     |     | 0    |
| -    | Robert McCracken     | Norton             |     |     |     | Ret |     |     |     |     | 0    |
| -    | Michael McStay       | Norton             | Ret |     |     |     |     |     |     |     | 0    |
| -    | Ned Minihan          | Norton             | Ret |     |     |     |     |     |     |     | 0    |
| -    | Albert Montagne      | Norton             |     |     |     |     | Ret |     |     |     | 0    |
| -    | Billie Nelson        | Norton             | Ret |     |     |     |     |     |     |     | 0    |
| -    | Eric Oliver          | AJS                |     |     |     | Ret |     |     |     |     | 0    |
| -    | Juan Carlos Perkins  | Norton             |     |     |     |     |     |     |     | Ret | 0    |
| -    | Morgan Radberg       | Norton             |     |     |     | Ret |     |     |     |     | 0    |
| -    | Johnny Rae           | Norton             | Ret |     |     |     |     |     |     |     | 0    |
| -    | Harold Riley         | BSA                | Ret |     |     |     |     |     |     |     | 0    |
| -    | Bill Robertson       | AJS                | Ret |     |     |     |     |     |     |     | 0    |
| -    | Frank Rutherford     | Matchless          | Ret |     |     |     |     |     |     |     | 0    |
| -    | Jack Shannon         | Matchless          |     |     |     | Ret |     |     |     |     | 0    |
| -    | Bill Smith           | Matchless          |     |     |     |     |     | Ret |     |     | 0    |
| -    | Werner Spinnler      | Norton             |     |     |     |     | Ret |     |     |     | 0    |
| -    | Vagn Stevnhoved      | Norton             |     |     |     |     | Ret |     |     |     | 0    |
| -    | Veikko Sulasaari     | Norton             |     |     |     |     |     |     | Ret |     | 0    |
| -    | Brian Taggart        | AJS                |     |     |     | Ret |     |     |     |     | 0    |
| -    | Rudi Thalhammer      | Norton             |     |     |     |     |     | Ret |     |     | 0    |
| -    | Pete Tomlinson       | Norton             | Ret |     |     |     |     |     |     |     | 0    |
| -    | Martinus Van Son     | Norton             |     |     |     |     | Ret |     |     |     | 0    |
| -    | Raûl Villaveiran     | Norton             |     |     |     |     |     |     |     | Ret | 0    |
| -    | Dave Wildman         | Matchless          | Ret |     |     |     |     |     |     |     | 0    |
| Pos. | Piloto               | Moto               | MAN | HOL | BEL | ULS | RDA | NAC | FIN | ARG | Pts. |

### 350cc[5]
La victoria del título, gracias a cuatro victorias y un segundo puesto, fue para Jim Redman con su Honda por delante de su compañero de escudería Tommy Robb y Mike Hailwood con MV Agusta.
Durante las pruebas de Tourist Trophy encontró al muerte Tom Phillis, el piloto australiano ganador del título de 125 en 1961.
| Pos. | Piloto               | Moto       | Pts. |
| ---- | -------------------- | ---------- | ---- |
| 1    | Jim Redman           | Honda      | 32   |
| 2    | Tommy Robb           | Honda      | 22   |
| 3    | Mike Hailwood        | MV Agusta  | 20   |
| 4    | František Šťastný    | Jawa       | 16   |
| 5    | Silvio Grassetti     | Bianchi    | 8    |
| 6    | Alan Shepherd        | AJS / MZ   | 7    |
| 7    | Gustav Havel         | Jawa       | 7    |
| 8    | Gary Hocking         | MV Agusta  | 6    |
| 9    | Mike Duff            | AJS        | 5    |
| 10   | Roy Ingram           | Norton     | 3    |
| =    | Sven-Olof Gunnarsson | Norton     | 3    |
| 12   | Derek Minter         | Norton     | 2    |
| =    | Taneli Lepo          | AJS        | 2    |
| 14   | Hugh Anderson        | AJS        | 1    |
| =    | Phil Read            | Norton     | 1    |
| =    | Nikolai Sevostianov  | CKEB C360  | 1    |
| =    | Arthur Wheeler       | Moto Guzzi | 1    |
| =    | Moto Kitano          | Honda      | 1    |

### 250cc[6]
La categoría de 250 disputó todos los Grandes Premios con la única excepción del Gran Premio de Finlandia y vino a reafirmar la aparición de una nueva estrellaː la de Jim Redman que conseguía su doblete con su Honda en 250 y 350cc. En la clasificación general, el rodhesiano quedó por delante de su compañero de escudería Bob McIntyre (fallecido durante la temporada en una carrera local británica) y Arthur Wheeler su Moto Guzzi.
El nuevo campeón del mundo se adjudicó seis de las diez carreras del campeonato. Arthur Wheeler conseguía una de las victorias restantes, poniendo punto final a su carrera a los 46 años de edad y en el Mundial desde 1954.
| Pos. | Piloto               | Equipo     | Pts. |
| ---- | -------------------- | ---------- | ---- |
| 1    | Jim Redman           | Honda      | 48   |
| 2    | Bob McIntyre         | Honda      | 32   |
| 3    | Arthur Wheeler       | Moto Guzzi | 19   |
| 4    | Tom Phillis          | Honda      | 12   |
| 5    | Tarquinio Provini    | Morini     | 10   |
| 6    | Derek Minter         | Honda      | 8    |
| =    | Tommy Robb           | Honda      | 8    |
| 8    | Luigi Taveri         | Honda      | 8    |
| 9    | Alberto Pagani       | Aermacchi  | 8    |
| 10   | Dan Shorey           | Bultaco    | 8    |
| 11   | Mike Hailwood        | MZ         | 6    |
| =    | Umberto Masetti      | Morini     | 6    |
| 13   | Günter Beer          | Adler      | 6    |
| =    | Moto Kitano          | Honda      | 6    |
| 15   | Teisuke Tanaka       | Honda      | 4    |
| =    | Werner Musiol        | MZ         | 4    |
| =    | Rudolph Kaiser       | NSU        | 4    |
| 18   | Cas Swart            | Honda      | 3    |
| =    | Jorge Ternengo       | Ducati     | 3    |
| 20   | Jean-Pierre Beltoise | Morini     | 2    |
| =    | Frank Perris         | Suzuki     | 2    |
| =    | Campbell Donaghy     | Ducati     | 2    |
| =    | Nikolai Sevostianov  | CKEB C259  | 2    |
| =    | Gilberto Milani      | Aermacchi  | 2    |
| =    | Carlos Marfetan      | Parilla    | 2    |
| 26   | Marcel Toussaint     | Benelli    | 1    |
| =    | Benjamin Savoye      | FB-Mondial | 1    |
| =    | Pierrot Vervroegen   | Aermacchi  | 1    |
| =    | Michael Schneider    | NSU        | 1    |
| =    | Stuart Graham        | Aermacchi  | 1    |
| =    | Paolo Campanelli     | Benelli    | 1    |
| =    | Enrique Dietrich     | Aermacchi  | 1    |

### 125cc[7]
La 125 fue la única categoría que tuvo carrera en todos los Grandes Premios del campeonato. Como en 250 y 350, fue ganada por un piloto de Honda. Los cuatro primeros puestos fueron para Luigi Taveri (que se sdjudicaba el título con 6 victorias consecutivas), Jim Redman, Tommy Robb y Kunimitsu Takahashi, que después de haber ganado las dos primeras carreras, tuvo un grave accidente en el Tourist Trophy que le perjudicó el resto de la temporada. Todos ellos perttenecientes a la misma escudería japonesa. La ñunica victoria de otra marca fue para Hugh Anderson que, con su Suzuki, ganó el GP de Argentina.
| Pos. | Piloto              | Equipo     | Pts. |
| ---- | ------------------- | ---------- | ---- |
| 1    | Luigi Taveri        | Honda      | 48   |
| 2    | Jim Redman          | Honda      | 38   |
| 3    | Tommy Robb          | Honda      | 30   |
| 4    | Kunimitsu Takahashi | Honda      | 16   |
| 5    | Mike Hailwood       | EMC        | 12   |
| 6    | Teisuke Tanaka      | Honda      | 11   |
| 7    | Hugh Anderson       | Suzuki     | 11   |
| 8    | Hans Fischer        | MZ         | 7    |
| 9    | Raúl Kissling       | DKW        | 6    |
| 10   | Paddy Driver        | EMC        | 6    |
| 11   | Ernst Degner        | Suzuki     | 5    |
| 12   | Rex Avery           | EMC        | 5    |
| 13   | Tom Phillis         | Honda      | 4    |
| =    | Alan Shepherd       | MZ         | 4    |
| =    | Mitsuo Itoh         | Suzuki     | 4    |
| 16   | Derek Minter        | Honda      | 3    |
| =    | Bob McIntyre        | Honda      | 3    |
| =    | Limburg Moreira     | Bultaco    | 3    |
| 19   | John Grace          | Bultaco    | 2    |
| =    | Klaus Enderlein     | MZ         | 2    |
| =    | Alberto Pagani      | Honda      | 2    |
| =    | Frank Perris        | Suzuki     | 2    |
| =    | Marzillo Chizzini   | Bultaco    | 2    |
| 24   | Francesco Villa     | FB-Mondial | 1    |
| =    | Jorge Kissling      | Bultaco    | 1    |
| =    | Stanislav Malina    | ČZ         | 1    |
| =    | Giuseppe Visenzi    | Ducati     | 1    |
| =    | Werner Musiol       | MZ         | 1    |
| =    | Jukka Petäjä        | MZ         | 1    |
| =    | Pedro Rosenthal     | Tohatsu    | 1    |

### 50cc[8]
La primera edición de la categoría de 50 disputó 10 de los 11Grandes Premios y el título fue para el alemán Ernst Degner con Suzuki por delante de Hans-Georg Anscheidt con Kreidler (escudería debutante en el Mundial) y Luigi Taveri.
Las victorias fueron muy repartidas. Cuatro fueron ganada por el campeón, una fue ganada por su compañero de escudería Hugh Anderson, y otras 4 fueron a parar a los pilotos de Kreidler (dos a Anscheidt, otras dos a Jan Huberts) y una a Taveri.
También es digno de mención el episodio del Tourist Trophy donde, con un cambio en las reglas, una mujer fue admitida al inicio, por primera vez en carreras individuales. Fue Beryl Swain quien se clasificó en el 22.º lugar. Sin embargo, al final de la temporada, la regulación cambió nuevamente y las mujeres fueron excluidas durante varios años.
| Pos. | Piloto               | Equipo   | Pts. |
| ---- | -------------------- | -------- | ---- |
| 1    | Ernst Degner         | Suzuki   | 41   |
| 2    | Hans-Georg Anscheidt | Kreidler | 36   |
| 3    | Luigi Taveri         | Honda    | 29   |
| 4    | Jan Huberts          | Kreidler | 29   |
| 5    | Mitsuo Itoh          | Suzuki   | 23   |
| 6    | Tommy Robb           | Honda    | 17   |
| 7    | Hugh Anderson        | Suzuki   | 16   |
| 8    | Seichi Suzuki        | Suzuki   | 10   |
| 9    | Kunimitsu Takahashi  | Honda    | 7    |
| 10   | José María Busquets  | Derbi    | 6    |
| 11   | Wolfgang Gedlich     | Kreidler | 6    |
| 12   | Isao Morishita       | Suzuki   | 2    |
| =    | Teisuke Tanaka       | Honda    | 2    |
| 14   | Michio Ichino        | Suzuki   | 2    |
| 15   | Dan Shorey           | Kreidler | 1    |
| =    | Günter Beer          | Kreidler | 1    |